# Malko Selo, Sliven
Malko Selo (în bulgară Малко Село) este un sat în comuna Kotel, regiunea Sliven,  Bulgaria. 

## Demografie
Componența etnică a satului Malko Selo
     Bulgari (1%)
     Turci (86,24%)
     Nicio identificare (12,24%)
     Altele (0,5%)
La recensământul din 2011, populația satului Malko Selo era de 596 locuitori. Din punct de vedere etnic, majoritatea locuitorilor (86,24%) erau turci, cu o minoritate de bulgari (1%). Pentru 12,24% din locuitori nu este cunoscută apartenența etnică.